# Українська громадська опіка у Франції
Українська громадська опіка у Франції (УГОФ) — культурно-допомогова організація, заснована в листопаді 1946 в Парижі членами передвоєнного Союзу українських емігрантських організацій у Франції.
Вона гуртувала прихильників середовища екзильного уряду УНР, мала 10 філій на провінції. УГОФ очолювали: Симон Созонтов (1946 — 54) і С. Качура (1954 — 68); інші діячі: І. Косенко, Ю. Бацуца.
В кінці 1960-х років організація перестала існувати.